# ランゴーニュ
ランゴーニュ （フランス語:Langogne、オック語:Langònha）は、フランス、オクシタニー地域圏、ロゼール県のコミューン。

## 地理
ランゴーニュはノーサック湖の近くにある。アルデシュ県、ロゼール県、オート＝ロワール県が交わる地点で、ランゴーニュの生活の基盤は常に貿易地帯であることにあった。
ラングワル川がコミューン内を横断し、コミューン北部でアリエ川と合流する。

## 歴史
ランゴーニュの起源は、998年にできた修道院にある。1790年から1795年までは郡庁所在地であった。
1870年、パリ＝ニーム間をつなぐル・セヴェノル鉄道のランジャック-ヴィルフォール路線がランゴーニュに開通した。
1878年、作家ロバート・ルイス・スティーヴンソンはセヴェンヌ山脈へ向けた旅の途中、ランゴーニュに滞在した。彼はこの旅行記を『旅はろばを連れて』に記した。